# 奧克里克鎮區 (內布拉斯加州巴特勒縣)
奧克里克鎮區（英語：Oak Creek Township）是位於美國內布拉斯加州巴特勒縣的一個行政鎮區。

## 地方資料
奧克里克鎮區的面積為93.03平方千米，當中陸地面積為92.72平方千米，而水域面積為0.31平方千米。根據2020年美國人口普查的數據，當地共有人口501人，而人口密度為每平方千米5.39人。